# Прудкий, Николай Петрович
Николай Петрович Прудкий (Прудкой) (1922—1943) — советский военный. Участник Великой Отечественной войны. Герой Советского Союза (1944, посмертно). Лейтенант.

## Биография
Николай Петрович Прудкий родился 20 мая 1922 года в селе Дударков Остёрского уезда Черниговской губернии Украинской ССР (ныне село Бориспольского района Киевской области Украины) в семье крестьянина Петра Корнеевича Прудкого. Украинец. Окончил школу-восьмилетку в родном селе в 1938 году. Год работал в колхозе «Надежда», затем по решению общего собрания колхозников был направлен на учёбу в техникум механизации сельского хозяйства в городе Нежине. До войны успел окончить два курса.
В ряды Рабоче-крестьянской Красной Армии Н. П. Прудкий был призван Бориспольским районным военкоматом Киевской области в июле 1941 года. Окончил танковое училище в 1942 году, затем стажировался в запасном танковом полку в Приволжском военном округе. В феврале 1943 года лейтенант Н. П. Прудкий был направлен в 89-ю танковую бригаду 1-го танкового корпуса, находившуюся в резерве Верховного Главнокомандования, и был назначен командиром танка Т-70 203-го танкового батальона. В боях с немецко-фашистскими захватчиками Николай Петрович с 23 марта 1943 года на Западном фронте. Боевое крещение принял в боях под Спас-Деменском во время Ржевско-Вяземской наступательной операции. На достигнутых в ходе наступления рубежах 1-й танковый корпус вёл позиционные бои до лета 1943 года. Перед началом сражения на Курской дуге он был подчинён 11-й гвардейской армии и занял оборонительные позиции в Ульяновском районе Орловской области, а лейтенант Н. П. Прудкий был назначен командиром танкового взвода. Николай Петрович особо отличился в Курской битве в боях на северном фасе Курской дуги.
Взвод лёгких танков Т-70 лейтенанта Н. П. Прудкого отличился уже в первые дни Курской стратегической оборонительной операции. Стойко удерживая рубежи у села Старица Ульяновского района, танкисты Прудкого нанесли ощутимый урон врагу, уничтожив 2 немецких танка, 1 бронетранспортёр, 4 пушки, 2 миномёта и до 25 вражеских солдат. В ходе начавшейся Орловской наступательной операции взвод лейтенанта Прудкого, действуя в головной походной заставе, вскрывал вражеские засады, сметал заслоны, первым врывался в опорные пункты обороны неприятеля и неоднократно предоставлял командованию ценные разведданные о противнике. Особенно тяжёлые бои 89-й танковой бригаде пришлось вести в Знаменском районе Орловской области. Бывший техник-лейтенант 159-й танковой бригады 1-го танкового корпуса П. И. Кириченко впоследствии вспоминал:

В тяжёлом положении оказалась 89-я танковая бригада, находившаяся в районе Крутицы, Крутицкий. Атакованная танками и мотопехотой 20-й танковой дивизии немцев, она в течение дня отражала их натиск, не прекращая попыток продвижения вперёд. В значительной степени успеху бригады способствовали действия разведчиков, передававших данные о действиях противника. Особо ценные данные, позволившие своевременно перебрасывать огонь по наседавшим группам противника, поступили от командира взвода разведки лейтенанта Н. П. Прудкого, действовавшего в своём танке на наиболее угрожаемом направлении.— Кириченко П. И. Первым всегда трудно: Боевой путь 1-го танкового Инстербургского Краснознамённого корпуса.
15 июля 1943 года танки 89-й танковой бригады вышли на подступы к селу Крутицы, превращённому немцами в сильно укреплённый опорный пункт. Взводу разведки под командованием лейтенанта Прудкого было поручено провести разведку боем с целью определения численности гарнизона противника и выявления его огневых средств. Проявив инициативу, за счёт умелого использования рельефа местности Николай Петрович вывел свой взвод на юго-западную окраину села и нанёс неожиданный удар в тыл противника, чем внёс замешательство в его ряды. Действуя огнём орудий и гусеницами, танкисты смяли защитные порядки врага, уничтожив 2 броневика 3 тягача, склад с боеприпасами и до 40 солдат неприятеля. Ещё один броневик, а также 2 пушки и 3 мотоцикла достались им в качестве трофеев. Когда на окраине села немцы открыли огонь из артиллерийского орудия, лейтенант Пруткой умелым манёвром вышел им во фланг и с первого выстрела поразил цель, уничтожив орудие вместе с расчётом. При освобождении села Крутицы танкисты отбили у противника несколько десятков гражданских лиц и большое стадо крупного рогатого скота, которых немцы планировали отправить в Германию. Был также захвачен контрольный пленный, который в дальнейшем дал ценные сведения о противнике. Благодаря решительным и умелым действиям Н. П. Прудкого населённый пункт был занят бригадой без потерь.
16 июля 1943 года разведвзвод Т-70 вновь действовал в авангарде бригады, обеспечивая безопасность её основных сил. На подступах к населённому пункту Красниково танкисты наткнулись на противотанковую засаду и смело вступили в бой с превосходящими силами противника. Умело маневрируя на поле боя, они выявляли и подавляли огневые средства врага. Когда немцам удалось подбить танк Прудкого, он продолжал вести огонь из неподвижной машины и одновременно передавал в штаб бригады по радио данные о противнике. Прежде чем вторым попаданием танк был подожжён, Николай Петрович успел уничтожить вражеский миномёт вместе с расчётом. Тяжело раненого и сильно обожжённого командира из танка вытащил механик-водитель. Подоспевшие к месту боя основные силы бригады завершили разгром врага. Лейтенанта Н. П. Прудкого быстро доставили в медсанбат, но полученные ранения и ожоги оказались несовместимыми с жизнью, и через полчаса он скончался на руках у командира бригады полковника К. Н. Банникова.
За образцовое выполнение боевых заданий командования на фронте борьбы с немецкими захватчиками и проявленные при этом отвагу и геройство указом Президиума Верховного Совета СССР от 4 июня 1944 года лейтенанту Прудкому Николаю Петровичу было присвоено звание Героя Советского Союза посмертно. Похоронен Н. П. Прудкий в селе Красниково Знаменского района Орловской области.

## Награды
- Медаль «Золотая Звезда» (04.06.1944, посмертно);
- орден Ленина (04.06.1944, посмертно);
- орден Отечественной войны 1-й степени (04.08.1943, посмертно).

## Память

Бюст Николаю Прудкому на Аллее Героев в Борисполе

- Бюст Николаю Прудкому на Аллее Героев в БорисполеБюст Героя Советского Союза Н. П. Прудкого установлен в городе Борисполе Киевской области Украины.
- В селе Дударково Бориспольского района Киевской области в честь Героя Советского Союза Н. П. Прудкого установлены бюст и памятный знак. На фасаде Дударковской школы установлена мемориальная доска.

## В воспоминаниях современников
Взвод разведки, которым он командовал, следовал в головной походной заставе, обеспечивая безопасность основных сил бригады. Возле деревни Красниково танкисты наткнулись на засаду. Начался неравный бой. Метким огнём Прудкий уничтожил несколько огневых точек. От вражеского снаряда загорелась его машина. Раненный, задыхаясь от дыма, Н. П. Прудкий продолжал сражаться. Вторым снарядом ему перебило обе ноги, но он держался, пока не передал по рации данные об обстановке. Когда подошли главные силы, Прудкого, обожженного и истекавшего кровью, вынесли из танка. Он попросил позвать командира бригады, чтобы подтвердить сведения о противнике. На его руках Прудкий и скончался.— Герой Советского Союза Маршал Советского Союза Баграмян И. Х. Так шли мы к победе. — М: Воениздат, 1977. — С. 219.

## Документы
- Общедоступный электронный банк документов «Подвиг Народа в Великой Отечественной войне 1941—1945 гг.» Дата обращения: 11 июня 2013. Архивировано из оригинала 13 марта 2012 года.

Представление к званию Героя Советского Союза и указ ПВС СССР о присвоении звания. Дата обращения: 11 июня 2013. Архивировано 12 июня 2013 года.
Орден Отечественной войны 1-й степени (награднойлист и приказ о награждении). Дата обращения: 11 июня 2013. Архивировано 12 июня 2013 года.
- Обобщенный банк данных «Мемориал». Дата обращения: 11 июня 2013. Архивировано из оригинала 10 мая 2012 года.

ЦАМО, ф. 58, оп. 18001, д. 306.
Информация из списка захоронения 57-211.
Учётная карточка захоронения 57-211.
Схема захоронения 57-211.